# Бенко Давичо
Бенко Давичо (Београд, 7. октобар 1871 – Београд, 29. јуни 1913) био је адвокат и књижевник, а у рату резервни пешадијски поручник.  За своје ангажовање као донатор и оснивач више јавних српских друштава, и активности у њима, од стране краља Александра Обреновића одликован је 1903. године.

## Биографија
Бенко Давичо рођен је на Јалији, у угледном дому Давича. Отац Самуило Хајим, био је трговац и председник скупа Црквено-школске јеврејске општине у Београду, и мајка Ермоза. Основну школу, гимназију и Правни факултет завршио је у Београду. За време студија, награђен је Краљевом наградом за светосавски темат. 
Након одслуженог војног рока, положио је испит за резервног официра. Правнички стаж одслужио је као писар у Првостепеном суду и Главној контроли. Био је начелник Министарства народне привреде у два наврата (1894, 1896) и писар Апелационог суда за град (1896 – 1898). По положеном правосудном испиту, отворио је адвокатску канцеларију (1901 – 1912). Још као гимназијалац, покренуо је оснивање Заједнице - Јеврејског омладинског клуба (често називан и Српско-јеврејска омладинска заједница), у којој су организована културна и књижевна догађања, предавања, концерти и представе. Клуб Заједница формиран је 1905. године, а наредне године, покренут је истоимени часопис. Давичо је био дугогодишњи председник Српско-јеврејског певачког друштва и сарадник Црквено-школске јеврејске општине. Помагао је, као добротвор, Београдску трговачку омладину. Био је међу оснивачима Ђачког гимнастичког друштва и Друштва за потпомагање ради изучавања заната, вештина и виших академских наука, а једно време и потпредседник Потпоре, како се краће Друштво називало. На његов захтев, састали су се београдски Јевреји, 1908. године, и усвојили Резолуцију против анексије Босне и Херцеговине, коју су проследили свим јеврејским општинама у Европи. Jедан је од оснивача Бене Берит ложa „Србија” (1911), a био је и њен потпредседник. 
Бавио се књижевним радом и писао песме. Објављивао је у Бранковом колу и Српском прегледу. Преводио је са шпанског и немачког позоришне комаде и поезију. 
Учествовао је у Другом балканском рату као резервни пешадијски поручник, у борбама код Криволака (1913). Заражен колером, враћа се у Београд на лечење, где је преминуо 29. јуна 1913. године. Краљ Александар Обреновић одликовао га је 1903. године. 